# Più volte Amor m’avea già detto: Scrivi
Più volte Amor m’avea già detto: Scrivi è il novantatreesimo componimento del Canzoniere di Francesco Petrarca. In questo sonetto vediamo Amore che cerca di convincere il poeta ad amare ancora, ricordandogli quanto intensamente amò e quanto gli piacque amare. Amore propone a Petrarca delle vere e proprie argomentazioni; ricorda al poeta quanto egli fosse importante e stimato come esempio di innamorato, ricorda la donna amata e il luogo in cui nacque l'amore e infine ricorda quante lacrime di gioia versò per Amore.

## Testo
scrivi quel che vedesti in lettre d’oro,

sí come i miei seguaci discoloro,

e ’n un momento gli fo morti et vivi.

Un tempo fu che ’n te stesso ’l sentivi,

volgare exemplo a l’amoroso choro;

poi di man mi ti tolse altro lavoro;

ma già ti raggiuns’io mentre fuggivi.

E se ’begli occhi, ond’io me ti mostrai

et là dov’era il mio dolce ridutto

quando ti ruppi al cor tanta durezza,

mi rendon l’arco ch’ogni cosa spezza,

forse non avrai sempre il viso asciutto:

ch’i’ mi pasco di lagrime, et tu ’l sai.»